# Ibn-i-Abhar
Ibn-i-Abhar (in arabo ابن ابحار‎?), come è comunemente noto tra i Bahai Ḥájí Mírzá Muḥammad-Taqí, (deceduto nel 1917), fu un eminente seguace di Bahá'u'lláh, il fondatore della religione bahai.
Ibn-i-Abhar fu nominato Mano della Causa e indicato come uno dei diciannove apostoli di Bahá'u'lláh. 
Ibn-i-Abhar nacque nel villaggio di Abhar in una famiglia di religiosi islamici. Il padre si era convertito al bábismo dopo avere letto alcuni scritti del Báb e per questo subì una pesante persecuzione che lo costrinse a trasferirsi assieme alla famiglia a Qazvin; nel 1868 divenne un seguace di Bahá'u'lláh. 

## Missione
Dopo la morte del padre per avvelenamento, 1874, iniziò a viaggiare per l'Iran visitando i luoghi dove si trovavano le comunità bahai dedicandosi all'insegnamento e alla diffusione del pensiero di Bahá'u'lláh.
A causa di questa attività missionaria fu arrestato e detenuto per quattordici mesi. Dopo la liberazione continuò nei suoi viaggi e nella sua attività missionaria; nel 1886 visitò Acri. Nello stesso anno fu nominato Mano della Causa da Bahá'u'lláh e iniziò a portare gli insegnamenti della Fede bahai al di fuori dell'Iran: nel Caucaso, nel Turkmenistan e in India.
Dal 1890 al 1894 fu imprigionato a Teheran, portando le stesse catene che aveva portato Bahá'u'lláh durante la prigionia che aveva subito.
Dopo la sua liberazione nel 1894, si recò di nuovo a Acri e poi ad Aşgabat. Nel 1897 partecipò alla formazione della Assemblea spirituale centrale di Teheran che più tardi divenne Assemblea spirituale nazionale dell'Iran.
Nel 1907 viaggiò per tutta l'India con Mírzá Mahmud-i-Zarqání e due americani bahá'í, Harlan Ober e Hooper Harris.
Nel corso della sua vita visitò la Palestina undici volte, e viaggiò molto anche in Iran. Morì nel 1917.